# Nelly Meden
Nélida Mabel Medina (Rosario; 14 de marzo de 1928 - Buenos Aires; 8 de noviembre de 2004), más conocida por su nombre artístico Nelly Meden, fue una actriz argentina de cine, teatro y televisión.

## Sus inicios en la actuación
De niña jugaba a cantar, bailar, decir textos y disfrazarse con la ropa que le daban sus tías. De adolescente disfrutaba del cine en una época en que pasaban tres películas al día. Desde muy joven fue atraída por la actuación y a los 17 años integró el elenco de una radioemisora de su ciudad natal hasta que dos años después en el transcurso de una gira, la actriz Aída Luz la alentó para que se trasladase a Buenos Aires. Allí se presentó en 1947 en un concurso organizado por el crítico Chas de Cruz para cubrir uno de los personajes del filme Los secretos del buzón, que dirigía Catrano Catrani y fue seleccionada, con lo que dio comienzo a su carrera actoral.
Ese mismo año se inició en el teatro dirigida por Narciso Ibáñez Menta en el teatro Presidente Alvear en un papel de mucama en la comedia musical Luna de miel para tres, de Sixto Pondal Ríos y Carlos Olivari, que protagonizaban Francisco Canaro, Gloria Marín, Jorge Negrete y Blanquita Amaro.

## Continuación de su carrera
Su carrera cinematográfica prosiguió con pequeños papeles en varias películas hasta que fue convocada por Luis César Amadori para Nacha Regules (1950) y por Mario Soffici para La indeseable (1951) para roles más importantes que fueron los primeros pasos hasta llegar a ser considerada una primera figura. De ese período se recuerdan sus actuaciones en La melodía perdida, El conde de Montecristo, Del otro lado del puente, El cura Lorenzo y En carne viva y, en especial, su papel consagratorio cuando dirigida por Lucas Demare encarnó en 1956 el personaje de María Fabiana en El último perro.
En 1965 Nelly Meden volvió a mostrar sus dotes para el drama en Orden de matar, de Román Viñoly Barreto, papel protagónico que mereció un premio del Instituto Nacional de Cine y Artes Audiovisuales.
Nelly Meden tuvo también una extensa trayectoria en radio merced a la calidad de su voz. En ese medio debutó en 1949 en Club de mujeres, un popular programa que conducía la periodista Mariofelia; luego participó en Radio El Mundo en el ciclo Radio-Cine Lux, que se transmitía los sábados con adaptaciones de películas famosas, trabajó en muchos radioteatros en pareja con Carlos Estrada y Jorge Salcedo y protagonizó, durante años, primero en radio y luego en televisión, el ciclo Son cosas de esta vida junto a Raúl Rossi y Amalia Sánchez Ariño.
En televisión actuó, entre otros, en los programas Los solteros del 10 °C, Desesperadamente vivir, Su comedia favorita y en los teleteatros Silvia muere mañana y Tiempo de amor prohibido ambos en 1962, haciendo pareja con Atilio Marinelli.
Nelly Meden fue una de las actrices convocadas en 1958 por Orestes Caviglia para integrar el elenco de la Comedia Nacional. En su carrera teatral trabajó junto a actores y directores de primer nivel: en Mesas separadas estuvo acompañada por Francisco Petrone, en Petit Café fue dirigida por Juan Carlos Thorry, en Historia de una escalera la dirigió Antonio Cunill Cabanellas y en Una muchachita de Valladolid acompañó la actuación de Alberto Closas y José Luis López Vázquez.

## Su actuación en México
El 26 de diciembre de 1967 al no obtener trabajo en Argentina viajó a México, donde debutó en el teatro dirigida por Luis G. Basurto en la obra La vida difícil de una mujer fácil. Su primera telenovela en el país fue Cuatro mujeres para Adán (1968), luego vinieron El retrato de Dorian Gray con Enrique Álvarez Félix; Puente de amor (1969) con Angélica María y Ernesto Alonso; La Constitución (1970) con María Félix; Muchacha italiana viene a casarse (1971) con Angélica María y Ricardo Blume; El carruaje con José Carlos Ruiz; Las gemelas (1972) con Maricruz Olivier y Guillermo Murray; La Hiena (1973) con Amparo Rivelles; El chofer (1974) con Jorge Rivero y Linda Cristal; Mañana será otro día (1976) con Jacqueline Andere; La venganza (1977) con Helena Rojo y Enrique Lizalde; Pecado de amor (1978) con Jacqueline Andere, Enrique Álvarez Félix y Ernesto Alonso; Secreto de confesión (1980) con Silvia Derbez y Gustavo Rojo; e Infamia (1981) con Susana Dosamantes y Julio Alemán.
Nelly Meden obtuvo grandes éxitos actorales en los dieciséis años que permaneció en México.

## Últimos años
En 1983 regresó a vivir a Argentina donde trabajó con intermitencias hasta reaparecer en 1997 como protagonista de Telón de sombras de Justino Caumont en el Teatro del Globo, coprotagonizada y dirigida por Rolando Alvar en el personaje de Tula, una actriz septuagenaria que vive un poco de glorias pasadas, de carácter tremendamente fuerte, que mantiene una conflictiva relación con su hijo y jamás se despoja de su ego. Sin embargo, su estado depresivo y algunos deterioros en su salud física la obligaron a espaciar sus actuaciones. También actuó en las telenovelas Yolanda Luján (1984) y Amor prohibido (1987) ambas protagonizadas por Verónica Castro. En 2001 fue una de las actrices galardonadas en la sección El Cine y la Mujer del Festival Internacional de Cine de Mar del Plata y recibió en 2002 el premio Cóndor de Plata a la trayectoria otorgado por la Asociación de Cronistas Cinematográficos de la Argentina.
Nunca se casó, aunque tuvo un breve romance en 1965 con el empresario Cacho Carcavallo. Vivió acompañada de su anciana madre Betsabé, su perra y sus amigos. Tras permanecer internada algunos meses en el Sanatorio Colegiales de Buenos Aires por padecer de cáncer falleció el 7 de noviembre de 2004 y sus restos descansan en el panteón de la Asociación Argentina de Actores, en el Cementerio de la Chacarita.

## Valoración
En un reportaje publicado en 1997 Nelly Meden recordaba a los directores que la habían marcado en forma especial: 

«Armando Discépolo, en teatro: un director extraordinario, severísimo, que me hizo llorar más de una vez. Observaba mucho al actor y sacaba lo mejor de cada uno. De Margarita Xirgu también conservo un hermoso recuerdo; pedía las cosas de un modo tan claro que si uno no entendía era porque estaba ciego, sordo y mudo. En cine elijo a Lucas Demare, temperamental, un volcán, cuyas broncas eran terribles. Pero tenía un trasfondo lleno de ternura.»
Nelly Meden

Sobre Nelly Meden dijo la nota necrológica de La Nación:

«De rostro bello y sugestivo, cabello rubio y sonrisa entre ingenua y pícara, Nelly Meden representó al cine, al teatro y a la televisión argentinas a través de los más disímiles personajes que abarcaron las comedias más disparatadas y los dramas más intensos.»
Adolfo C. Martínez (periodista)

## Filmografía
- El ojo de la cerradura dir. Leopoldo Torre Nilsson (1966).... Lola
- Orden de matar dir. Román Vignoly Barreto (1965).
- Esta tierra es mía dir. Hugo del Carril (1961).... Gina
- Male and Female Since Adam and Eve dir. Carlos Rinaldi (1961).... Louise
- Plaza Huincul (Pozo Uno) dir. Lucas Demare (1960).
- Todo el año es Navidad dir. Román Vignoly Barreto (1960).
- Yo quiero vivir contigo o La gran aventura dir. Carlos Rinaldi (1960).
- Hay que bañar al nene dir. Edgardo Togni (1958).
- El último perro dir. Lucas Demare (1956).... María Fabiana
- En carne viva dir. Enrique Cahen Salaberry (1955).
- Mujeres casadas dir. Mario Soffici (1954).
- Se necesita un hombre con cara de infeliz dir. Homero Cárpena(1954).
- El conde de Montecristo dir. León Klimovsky (1953).... Mercedes
- El cura Lorenzo dir. Augusto César Vatteone (1954).
- Del otro lado del puente dir. Carlos Rinaldi (1953).
- La melodía perdida dir. Tulio Demicheli (1952).
- Especialista en señoras (1951/I) dir. Enrique Cahen Salaberry
- Vivir un instante dir. Tulio Demicheli (1951).
- Cuidado con las mujeres dir. Enrique Cahen Salaberry (1951).
- La indeseable dir. Mario Soffici (1951).
- Nacha Regules dir. Luis César Amadori (1950).
- Se llamaba Carlos Gardel dir. León Klimovsky (1949).
- La serpiente de cascabel dir. Carlos Schlieper (1948).
- La hostería del caballito blanco dir. Benito Perojo (1948).
- Los secretos del buzón dir. Catrano Catrani (1948).

## Televisión
- Amor prohibido (1986) Serie.... Paulina
- Yolanda Luján (1984) Serie.... Cocó
- Infamia (1981) Serie.... Matilde
- Secreto de confesión (1980) Serie.... Roxana
- Verónica (1979) Serie.... Esther
- Pecado de amor (1978) Serie.... Victoria
- La noche del sábado (1978) Serie.... Imperia
- La venganza (1977) Serie.... Andrea
- Mañana será otro día (1976) Serie.... Patricia
- El chofer (1974) Serie.... Alicia
- La hiena (1973) Serie.... Jacqueline Almeyda
- El carruaje (1972) Serie.... Carlota Amalia
- El edificio de enfrente (1972) Serie
- Las gemelas (1972) Serie.... Lidia
- Muchacha italiana viene a casarse (1971) Serie.... Analía de Castro
- La Constitución (1970) Serie.... Fernanda Pérez Lozano de Fernández de la Piedra
- Puente de amor (1969) Serie
- El retrato de Dorian Gray (1969) Serie.... Elizabeth
- Cuatro mujeres para Adán (1966) Serie
- Su comedia favorita  (1965) Serie
- Silvia muere mañana (1962) Serie

## Teatro
- Mesas separadas
- Petit Café
- Historia de una escalera
- Los árboles mueren de pie
- Marat Sade
- La casa de Bernarda Alba
- Cyrano de Bergerac
- Telón de sombras
- Una muchachita de Valladolid